# أورتا دي أتيلا
أورتا دي أتيلا (بالإيطالية: Orta di Atella) هي بلدة تقع في منطقة كامبانيا الايطالية، على بعد حوالي 15 كم شمال مدينة نابولي، وعلى بعد 12 كم جنوب غرب كاسيرتا.
تقع أورتا دي أتيلا على حدود بلدات كايفانو وكريسبانو وفراتامينوري ومارشانيزي وسانت أربينو وسوسيفو.